# 34477 Muntz
34477 Muntz este o planetă minoră (asteroid), cu un diametru de 8,273 km, din centura de asteroizi. A fost descoperită pe 24 septembrie 2000 la Experimental Test Site⁠(d) de Lincoln Near-Earth Asteroid Research. 
Obiectul prezintă o orbită caracterizată de o semiaxă mare de 3,08732 UAi, o excentricitate de 0,13, o înclinație de 2,12162 ° în raport cu ecliptica.